# 阿布扎比国际防务展
阿布扎比国际防务展览会（英語：International Defence Exhibition & Conference，IDEX），是一个武器和防务的双年展，是中东地区最具影响力的防务展，其展址位于阿拉伯联合酋长国的阿布扎比。据称2005年交易额达20亿美元。